# Quickoffice
QuickOffice är en produktivitetspaket för mobila enheter (till exempel smartphones) med vilket man kan skapa, redigera, och granska dokument och kalkylblad. Programmen är kompatibla med Microsoft Office. Quickoffice är vanligt förekommande i smartphones och handdatorer. Det är också tillgängligt på Barnes & Nobles nya NOOKcolor, en mer avancerad version av deras läsplatta Nook.